# 波勒 (绍姆堡县)
波勒（德語：Pohle，發音：[ˈpoːlə]）是德国下萨克森州绍姆堡县的市镇，面积7.21平方千米，2023年12月31日人口为891人。當地於850年首次被提及，並且有一個小教堂以及戰爭纪念馆。波勒的議會由9名議員組成。